# Cap de Norfeu
Cap de Norfeu är en udde i Spanien.   Den ligger i regionen Katalonien, i den östra delen av landet, 600 km öster om huvudstaden Madrid.
Terrängen inåt land är huvudsakligen kuperad, men åt nordost är den platt. Havet är nära Cap de Norfeu åt sydost.  Närmaste större samhälle är Roses, 7,7 km väster om Cap de Norfeu. 